# Arbutus andrachne

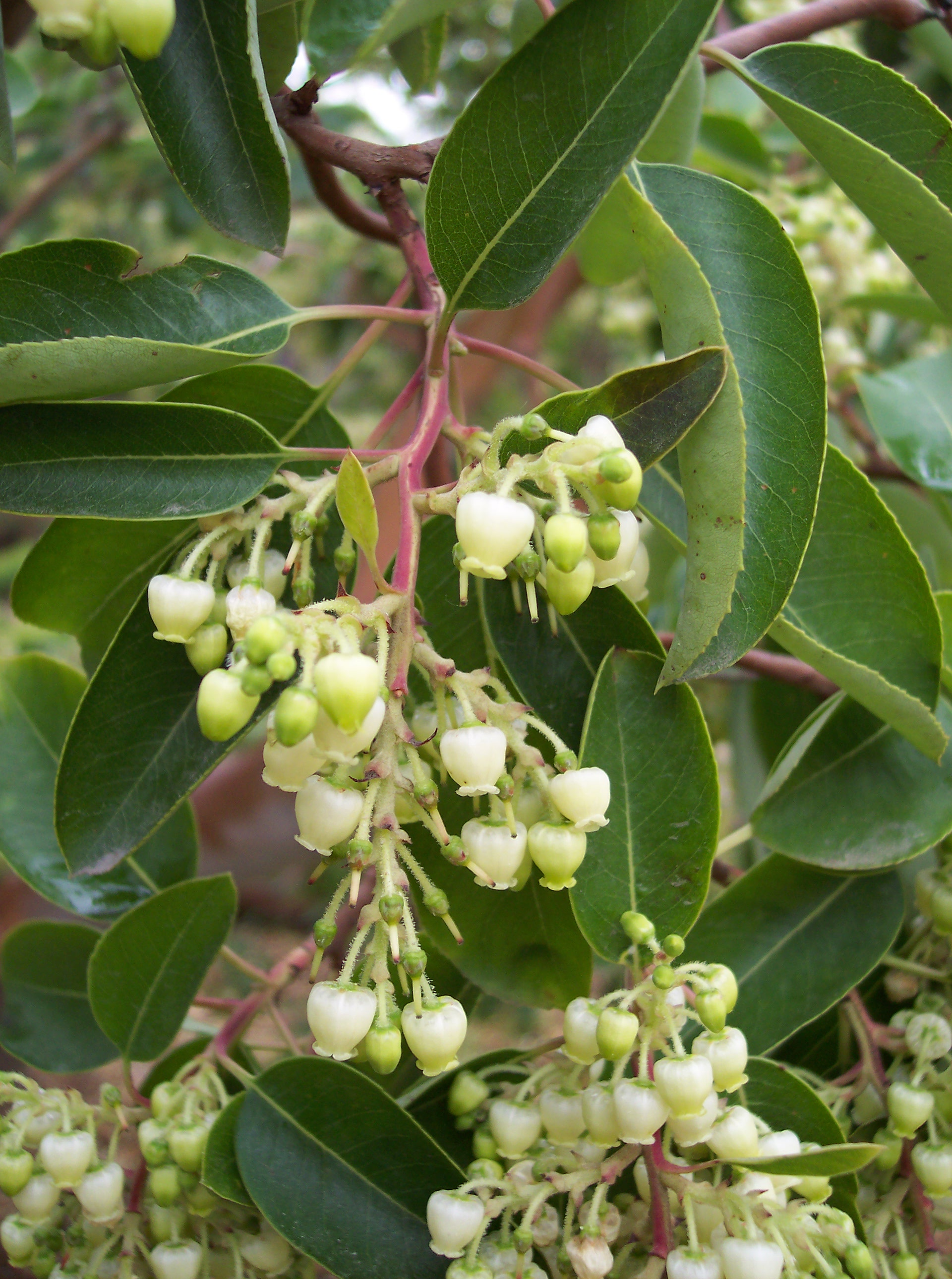
Flores.

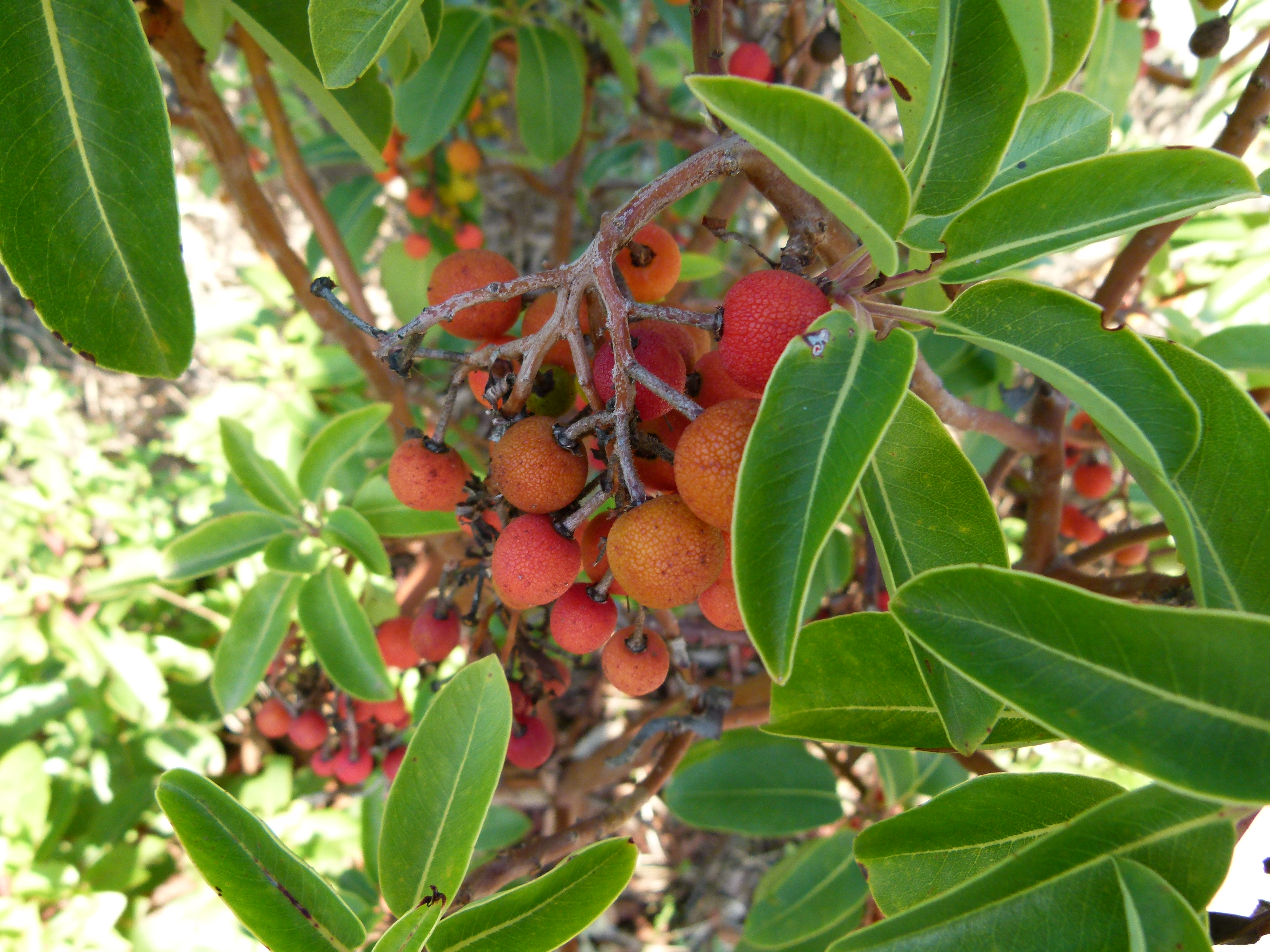
Frutos maduros in situ.

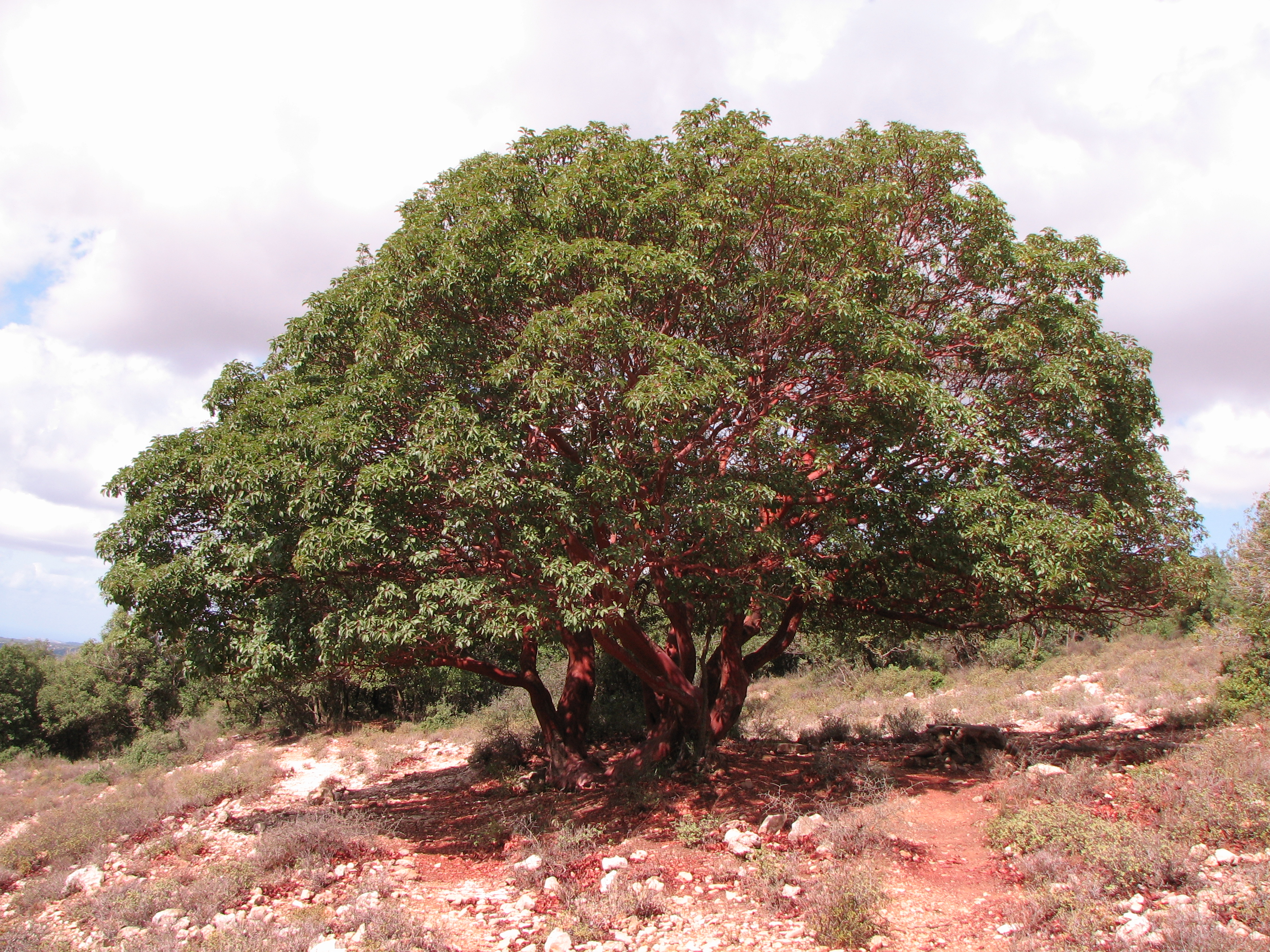
Vista de la planta.

El madroño oriental, madroño de Levante, o madroño de Grecia, (Arbutus andrachne) es un árbol perennifolio originario de Grecia y Asia Menor.

## Descripción
Es un árbol perennifolio que alcanza un tamaño de hasta los 12 m de altura. El tronco de corteza rojiza que se divide en láminas. Las hojas son oblongas con márgenes enteros o aserrados, de textura coriácea, entre 5 y 10 cm de longitud, con un color verde oscuro en el haz y algo más claro por el envés. Las flores se producen en panículas erectas de color blanco, hermafroditas y perfumadas. Son fecundadas por las abejas. El fruto es de color rojizo-anaranjado en forma de pequeño globo de 1 a 1,5 cm de diámetro, con superficie granulada. Es comestible, de sabor dulce. Los frutos (bayas) maduran en otoño.

## Cultivo
Se reproduce fundamentalmente por semilla, siendo complicada su reproducción por esquejes. Antes de ser plantada debe dejarse unos días en agua templada. El semillero debe colocarse en un lugar sombrío. Las semillas germinan al cabo de dos o tres meses.
Prospera en todo tipo de suelos, excepto en los calcáreos, ya sean húmedos o secos. De crecimiento lento, tolera muy mal los trasplantes. Puede plantarse a pleno sol o media sombra, aguantando bien los fríos no muy severos (hasta -15 °C). Los ejemplares adultos soportan bien las sequías.

## Usos
Se cultiva por sus frutos, su madera, para la formación de cercas y como árbol ornamental. El uso comestible de sus frutos es ampliamente conocido; cabe destacar el uso alimenticio que se da de este fruto en lugares a priori tan lejanos como los países mediterráneos y asiáticos. Se elaboran con ellos:
- Mermeladas y confituras
- Bebidas alcohólicas por fermentación
- Producto en almíbar envasado: Este último formato parece ser mucho más común y conocido en los países asiáticos.

La madera es dura y granulosa.
No se conocen usos medicinales aunque es utilizado en homeopatía para el tratamiento de eczemas, lumbago y trastornos vesicales.

## Taxonomía
Arbutus andrachne fue descrita por  Carlos Linneo y publicado en Sp. Pl., ed. 2, 566, 1762.
Etimología
Arbutus: nombre genéerico latino con el que se conocía al madroño variante Europea y mediterránea de esta especie.
andrachne: epíteto del nombre antiguo en Latín con el que se conocía el árbol (Plinio el Viejo, 13, 120).
Sinonimia
- Andrachne frutescens Ehret
- Arbutus andrachne var. angutiserrata H.Lindb.
- Arbutus idaea Gand.
- Arbutus integrifolia Lam.
- Arbutus integrifolia Sieber ex Klotzsch
- Arbutus lucida Steud.
- Arbutus serratifolia Lodd.
- Arbutus sieberi Klotzsch[4]